# Rudsar
Rudsar (pers. ‏رودسر‎, Roudsar) – miasto w Iranie. Znajduje się między Morzem Kaspijskim, a Elbrusem. W pierwszej dekadzie XX wieku teren ten okupowany był przez Rosję.